# Næseabe
Næseaben (Nasalis larvatus) er den eneste art i slægten nasalis i marekattefamilien. Næseaben når en længde på 73-76 cm dertil en hale på 66-67 cm og vejer op til 21 kg.
Næseaben findes kun i Borneos regnskove og mangrovesumpe. Dyrene lever i grupper med en han og mellem 6 og 10 hunner og deres unger. 
Det mest karakteristiske træk ved næseaben er, som navnet antyder, den lange og hængende næse som voksne hanner får. Dens eneste funktion er formentlig at tiltrække hunner.
Den har også opsvulmede maver som følge af deres specielle fordøjelsessystem, der udleder en stor mængde gas. Den specielle fordøjelse har også den betydning, at næseaben ikke er i stand til at fordøje moden frugt.
Næseaben er stærkt udryddelsestruet; der lever blot 7.000 individer i naturen.